# Vincent Ri Pyung-ho
Vincent Ri Pyung-ho (kor. 이병호, * 10. März 1941 in Jeonju, Südkorea) ist ein südkoreanischer Geistlicher und emeritierter römisch-katholischer Bischof von Jeonju.

## Leben
Vincent Ri Pyung-ho empfing am 15. Dezember 1969 das Sakrament der Priesterweihe.
Am 8. Februar 1990 ernannte ihn Papst Johannes Paul II. zum Bischof von Jeonju. Der Erzbischof von Seoul, Stephen Kardinal Kim Sou-hwan, spendete ihm am 3. April desselben Jahres die Bischofsweihe; Mitkonsekratoren waren der Erzbischof von Gwangju, Victorinus Youn Kong-hi, und der Bischof von Suwon, Angelo Kim Nam-su.
Am 14. März 2017 nahm Papst Franziskus seinen altersbedingten Rücktritt an.